# Shimosuwa
Shimosuwa (下諏訪町, Shimosuwa-machi) est un bourg du district de Suwa, dans la préfecture de Nagano, au Japon.

## Géographie

### Situation
Shimosuwa se trouve au bord du lac Suwa, dans la préfecture de Nagano, au Japon.

### Démographie
Au 1er février 2015, la population de Shimosuwa s'élevait à 20 551 habitants répartis sur une superficie de 66,87 km2.